# روبرتو أليمان
روبرتو أليمان (بالإسبانية: Roberto Alemann) هو محامي وصحفي ومؤلف وكاتب واقتصادي أرجنتيني، ولد في 22 ديسمبر 1922 في بوينس آيرس في الأرجنتين.

## وصلات خارجية
- روبرتو أليمان على موقع مونزينجر (الألمانية)